# Exocytose

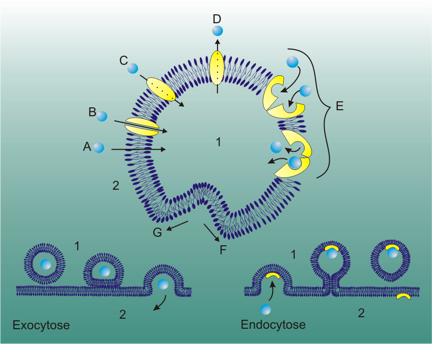
Sterk geschematiseerde tekening van membraantransport. 1 is de binnenkant van de cel, 2 de buitenkant.

Exocytose is het proces waarbij een cel stoffen afgeeft aan of afscheidt naar de celmembraan of het extracellulaire milieu. De af te scheiden stoffen zijn onder andere eiwitten en lipiden.
Dit proces loopt via organellen, te weten het endoplasmatisch reticulum en het golgicomplex. De af te geven stoffen worden aan het golgiapparaat verpakt in blaasjes (vesikels). De vesikels worden naar de celmembraan getransporteerd en fuseren daarmee. 
Veel verschillende stoffen zijn betrokken bij de exocytose. De best beschreven stof is de oplosbare NSF-receptor-(SNARE-eiwitten), die als katalysator werkt bij de fusiereactie. 
Het fusieproduct van de donor en acceptormembranen vervullen drie taken:
1. Het totale oppervlak van de celmembraan wordt vergroot met de oppervlakte van de gefuseerde vesikel, hetgeen belangrijk is voor de regulatie van de celgrootte, zoals bij de celstrekking.
2. De stoffen in de vesikel worden buiten de cel gebracht. Dit kunnen afvalproducten, overtollige stoffen en/of gifstoffen (toxinen) zijn, maar ook hormonen of neurotransmitters gedurende de impulsoverdracht in de synaps.
3. Eiwitten in de membraan van de vesikel zijn nu onderdeel van de celmembraan. De kant van het eiwit dat naar binnen van de vesikel was gericht is nu naar de buitenzijde van de cel gericht. Dit mechanisme is belangrijk voor de regulatie van transmembraanreceptors en -transporters.

Endocytose is het tegenovergestelde proces van exocytose.